# Slot Raesfeld

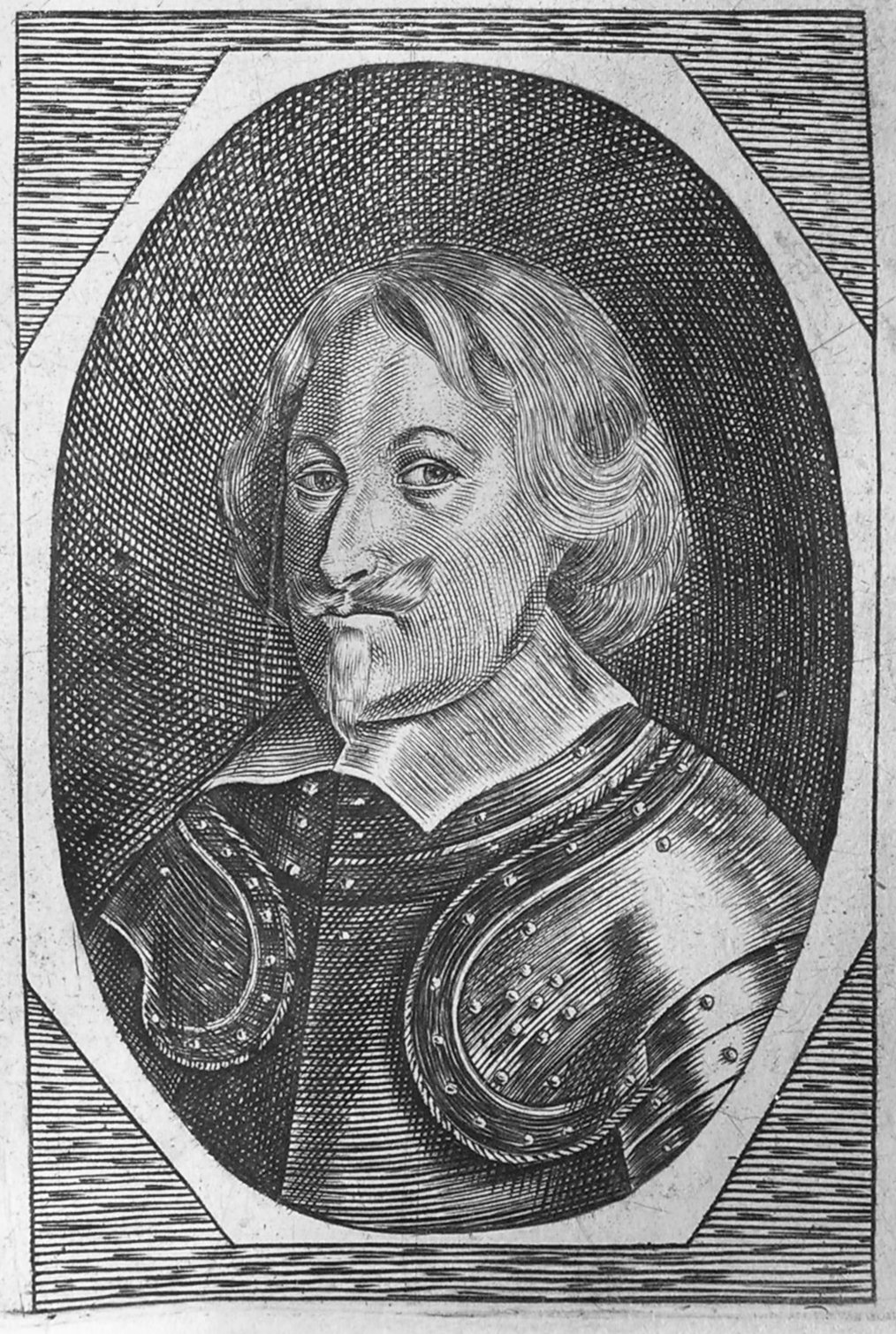
Portret uit 1652 van Alexander II van Vehlen

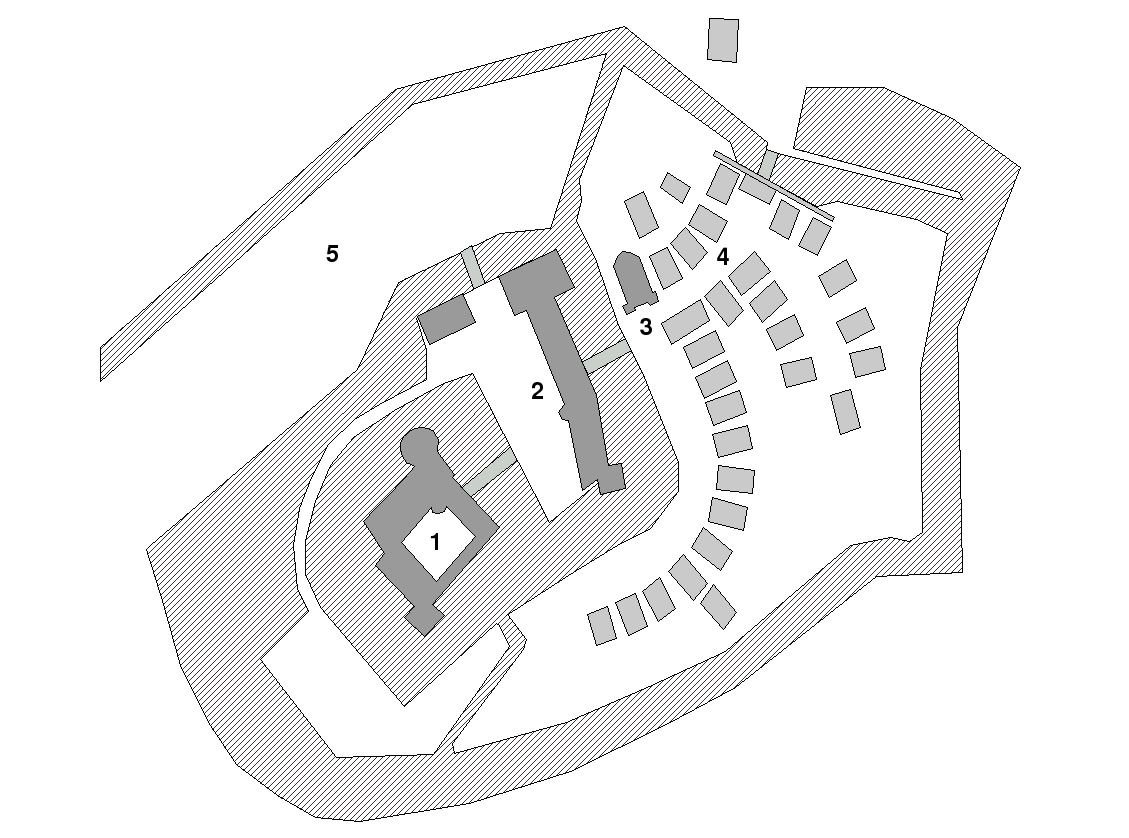
Plattegrond anno 1729: 1 Oberburg, 2 Vorburg, 3 slotkapel, 4 Schlossfreiheit, 5 kasteelpark. Gearceerd: waterpartijen.

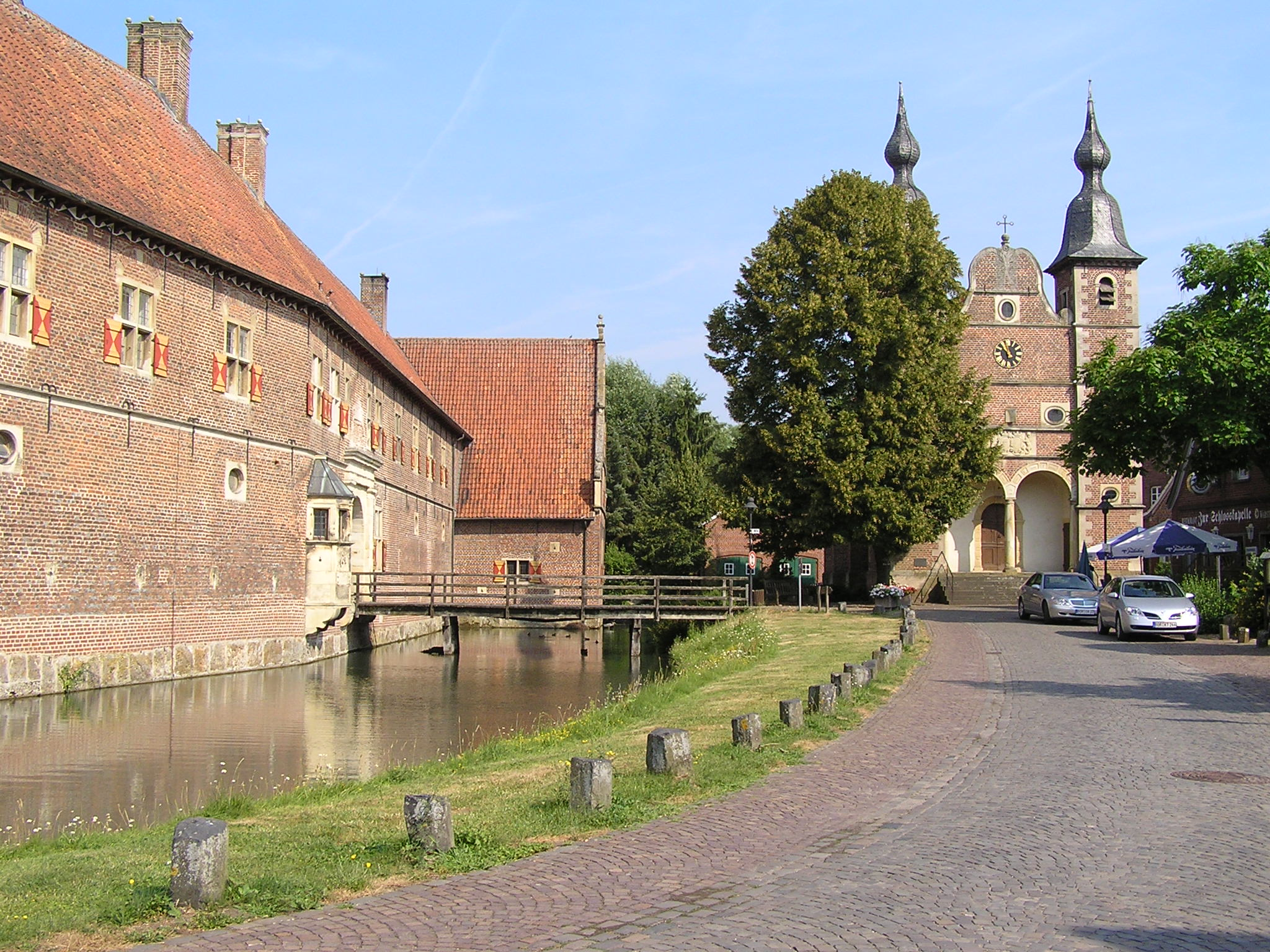
Gezicht op de ingang van de slotkapel

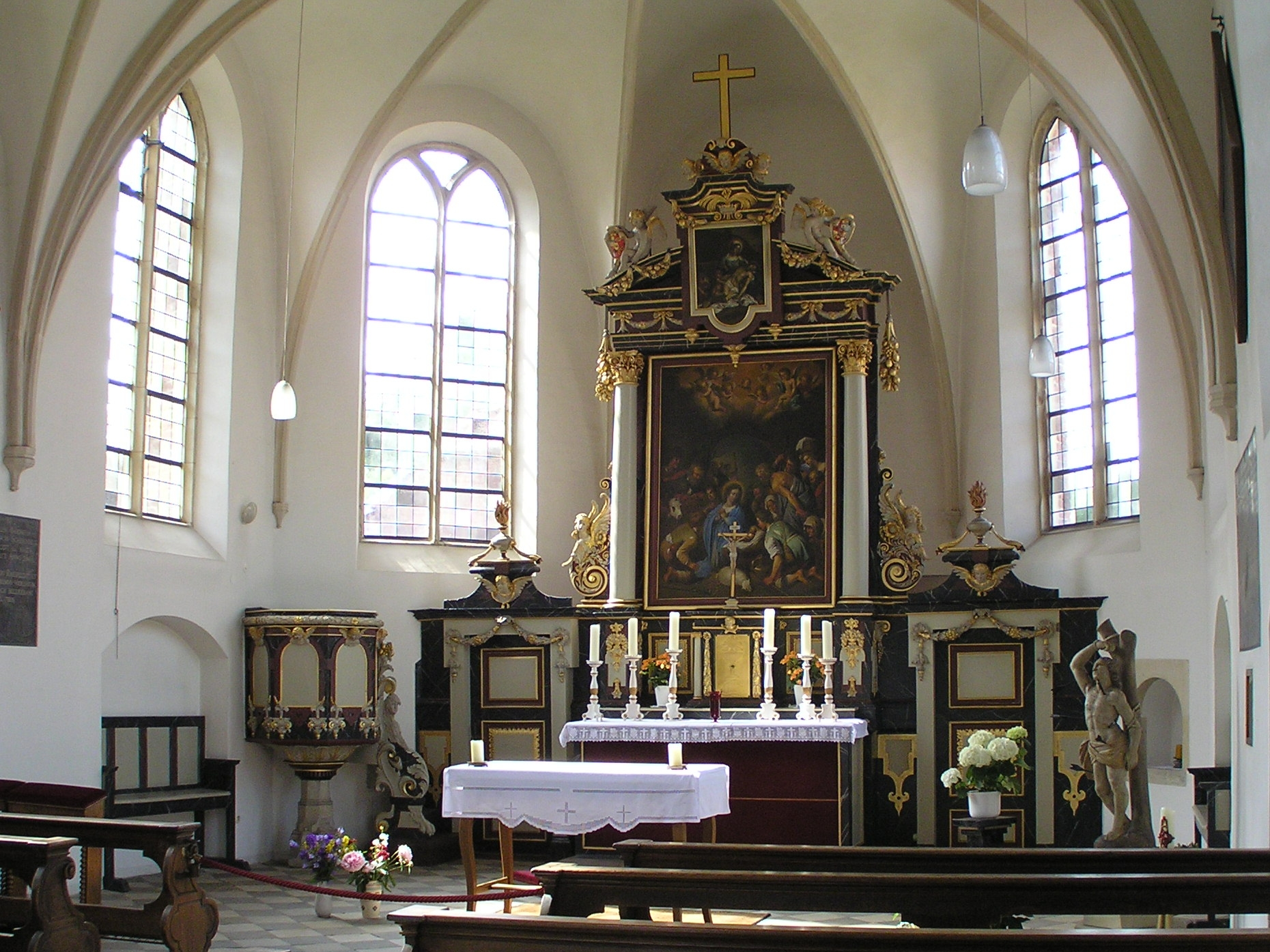
Interieur slotkapel met altaar in barokstijl

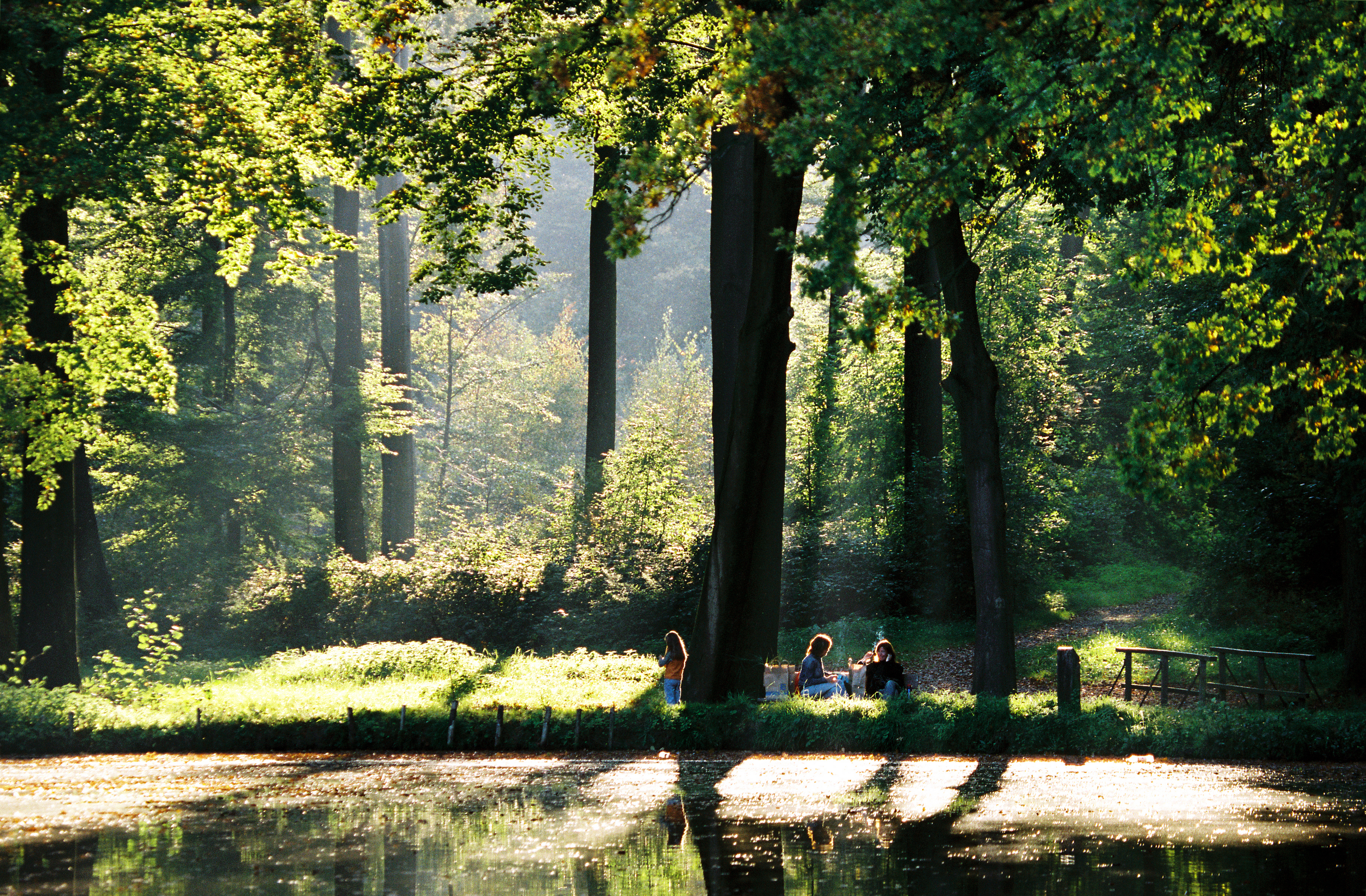
In het kasteelpark Tiergarten

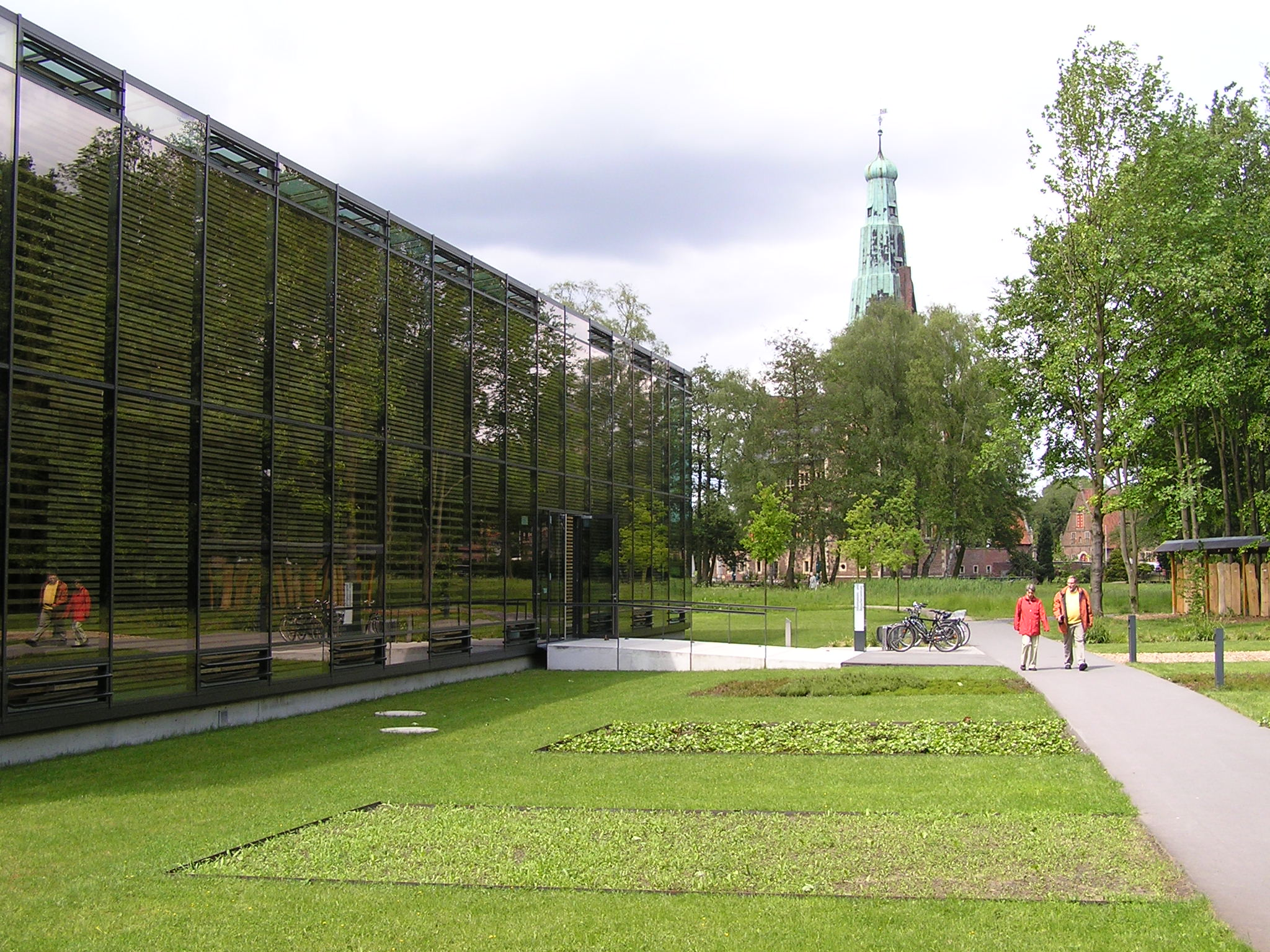
Bezoekerscentrum in de Tiergarten

Slot Raesfeld is een kasteel in de Duitse deelstaat Noordrijn-Westfalen, in de in het Münsterland gelegen gemeente Raesfeld.

## Korte beschrijving[1]
Het kasteelcomplex heeft een oppervlakte van 14 hectare. 
Het bestaat uit:
- een kasteelpark met de naam Tiergarten; het vertoont kenmerken van een laat 17e-eeuwse baroktuin, maar ook van een latere Engelse landschapstuin.
- het omgrachte kasteelcomplex, dat bestaat uit een, slechts ten dele bewaard gebleven,  Oberburg en een  tussen 1646 en 1648 gebouwde Vorburg, waar de sterrenkijkerstoren en de boerderijgebouwen van het kasteel toe behoren;
- de fraai ingerichte 17e-eeuwse slotkapel, een klein rooms-katholiek kerkgebouw (parochiekerk van het dorp Raesfeld)
- een in de 20e eeuw gerestaureerd woonwijkje buiten de omgrachting met de naam Schlossfreiheit. Dit diende oorspronkelijk ter huisvesting van hovelingen en bedienden op het kasteel. Het woonwijkje had vanaf de 17e eeuw de status van vlek, dus tussen dorp en stad in.  Eén van de huisjes is in gebruik als herinneringscentrum over Raesfeld in de Tweede Wereldoorlog. In enkele andere huisjes zijn horecagelegenheden en winkels gevestigd.

In het hoofdgebouw van het kasteel, de Oberburg, is de fraaie ridderzaal bewaard gebleven.

## Geschiedenis
In de 12e eeuw was het kasteel eigendom van een geslacht Van den Berg, mogelijk afkomstig uit Montferland in het Graafschap Gelre.
In 1259 werd het kasteel gekocht door de edelman Symon von Gemen , die zich na zijn vestiging daar  Symon  van Raesfelt liet noemen. Tot halverwege de 16e eeuw was het geslacht Van Raesfeld, dat met talrijke andere adellijke families in Westfalen en Twente familiebanden aanknoopte, heer op Slot Raesfeld. Toen ontstonden er erfenisconflicten binnen de familie. De prinsbisschop van Münster, Bernhard von Raesfeld, zelf ook lid van de familie, koos in 1588 in de opvolgingskwestie voor de leden van de tak Von Ve(h)len van dit geslacht. 
In 1595 erfde de diplomaat en krijgsheer Alexander I. von Velen (1556–1630) het kasteel van zijn vader, Herman IX von Velen, en liet het tot woonkasteel verbouwen.  In deze tijd leed het kasteel veel schade door branden en door oorlogsschade ten gevolge van de Tachtigjarige Oorlog en later de Dertigjarige Oorlog (1618-1648). Zo werd het in 1590 korte tijd door Spaanse soldaten bezet. Diens zoon,  Alexander II van Vehlen, die in de Dertigjarige Oorlog aan katholieke zijde  veldmaarschalk was geweest, en daar de bijnaam Wallenstein van Westfalen aan had overgehouden, had mede door deze activiteiten grote rijkdom verworven. Graaf Alexander II liet het kasteel tussen 1646 en 1658  grondig renoveren en verfraaien. De architect van deze renovatie was een Vlaming, een zekere Jacobus van Poucke , die later intrad in de monniksorde der kapucijnen en de naam Michael van Gent aannam. Graaf Alexander ontving in Kasteel Raesfeld talrijke belangrijke gasten uit de hoge adel en geestelijkheid.
In de daaropvolgende eeuwen trad weer verval in. De volgende kasteelheren konden het kostbare onderhoud van het uitgestrekte bezit niet meer betalen. In de 18e eeuw was het nog enige tijd  in bezit van de Rijksheerlijkheid Gemen, bestuurd door de Gemense tak van het Huis Limburg Stirum. Een groot deel van de kostbare inventaris van het kasteel werd naar Kasteel Velen overgebracht.
Verder verval trad in, toen in de winter van 1813/1814 Kozakken, die tegen de troepen van Napoleon Bonaparte hadden gevochten in de Slag bij Leipzig, er hun winterkwartier vestigden.
In 1822 nam baron Ignaz von Landsberg-Velen het vervallen kasteel als herenboerderij in gebruik en liet een deel van de gebouwen slopen of tot boerenschuur verbouwen. Zowel in de Eerste als de Tweede Wereldoorlog diende het kasteel als legerplaats voor soldaten; in de winter van 1944-1945 als lazaret, en in de eerste jaren na die oorlog als vluchtelingenkamp.
In 1952 werd het kasteel aangekocht door een rechtsvoorgangster van de huidige eigenaars, die zelf voor een restauratie van het vervallen slot zorgde. In 1960 werd de eerder afgebroken ronde toren van het hoofdgebouw op de originele fundamenten in oude stijl herbouwd. Verdere restauraties volgen in 1980-1982 en 2001.

## Huidig gebruik
Het kasteel is als kantoor en opleidingsinstituut in gebruik bij zeven zogenaamde Handwerkskammer uit de deelstaat Noordrijn-Westfalen. Deze Duitse overheidsinstanties zijn enigszins te vergelijken met een Kamer van Koophandel in Nederland, maar houden zich uitsluitend met ambachtelijke bedrijven bezig (o.a. de bouwnijverheid). In het kasteel worden cursussen voor leidinggevend personeel van dit soort ambachtelijke bedrijven gegeven.
Daarnaast zijn enkele vertrekken in de kelders van het kasteel als restaurant en is de ridderzaal als concertzaal en trouwlocatie in gebruik.
In de Tiergarten werd in 2005 een modern bezoekerscentrum gebouwd. Dit  Informations- und Besucherzentrum Tiergarten Schloss Raesfeld is in gebruik als onder andere  toeristisch informatiecentrum, museum over de geschiedenis van het kasteel en zijn tuinen, centrum voor opleidingen en practica op het gebied van natuurbeheer. De Tiergarten, die in de 17e en 18e eeuw een wildpark voor jachtwild was, waar destijds ook Amerikaanse hertachtigen werden gehouden, is min of meer in oude glorie hersteld en is een openbaar toegankelijke hertenkamp.